# Kamel Adjas
Kamel Adjas (ar. كمال قادري; ur. 3 stycznia 1963 w Satifie) – algierski piłkarz grający na pozycji lewego obrońcy. W swojej karierze rozegrał 26 meczów w reprezentacji Algierii.

## Kariera klubowa
Swoją karierę piłkarską Adjas rozpoczął w klubie ES Sétif. W sezonie 1980/1981 zadebiutował w jego barwach w pierwszej lidze algierskiej. Grał w nim do końca sezonu 1991/1992. Wraz z ES Sétif wywalczył mistrzostwo Algierii w sezonie 1986/1987 oraz dwa wicemistrzostwa w sezonach 1982/1983 i 1985/1986. W sezonie 1987/1988 zdobył Afrykański Puchar Mistrzów. W latach 1992–1994 grał w tunezyjskim US Monastir, a w sezonie 1994/1995 ponownie występował w ES Sétif, w którym zakończył karierę.

## Kariera reprezentacyjna
W reprezentacji Algierii Adjas zadebiutował 13 listopada 1988 w wygranym 7:0 towarzyskim meczu z Mali, rozegranym w Algierze. W 1990 roku został powołany do kadry na Puchar Narodów Afryki 1990. Na tym turnieju rozegrał trzy mecze: grupowe z Wybrzeżem Kości Słoniowej (3:0) i z Egiptem (2:0) oraz półfinałowe z Senegalem (2:1). Z Algierią wywalczył mistrzostwo Afryki. W 1992 roku był w kadrze Algierii na Puchar Narodów Afryki 1992, na którym zagrał jedynie w jednym meczu, grupowym z Wybrzeżem Kości Słoniowej (0:3). Od 1988 do 1992 roku rozegrał w kadrze narodowej 26 meczów.